# 나이프

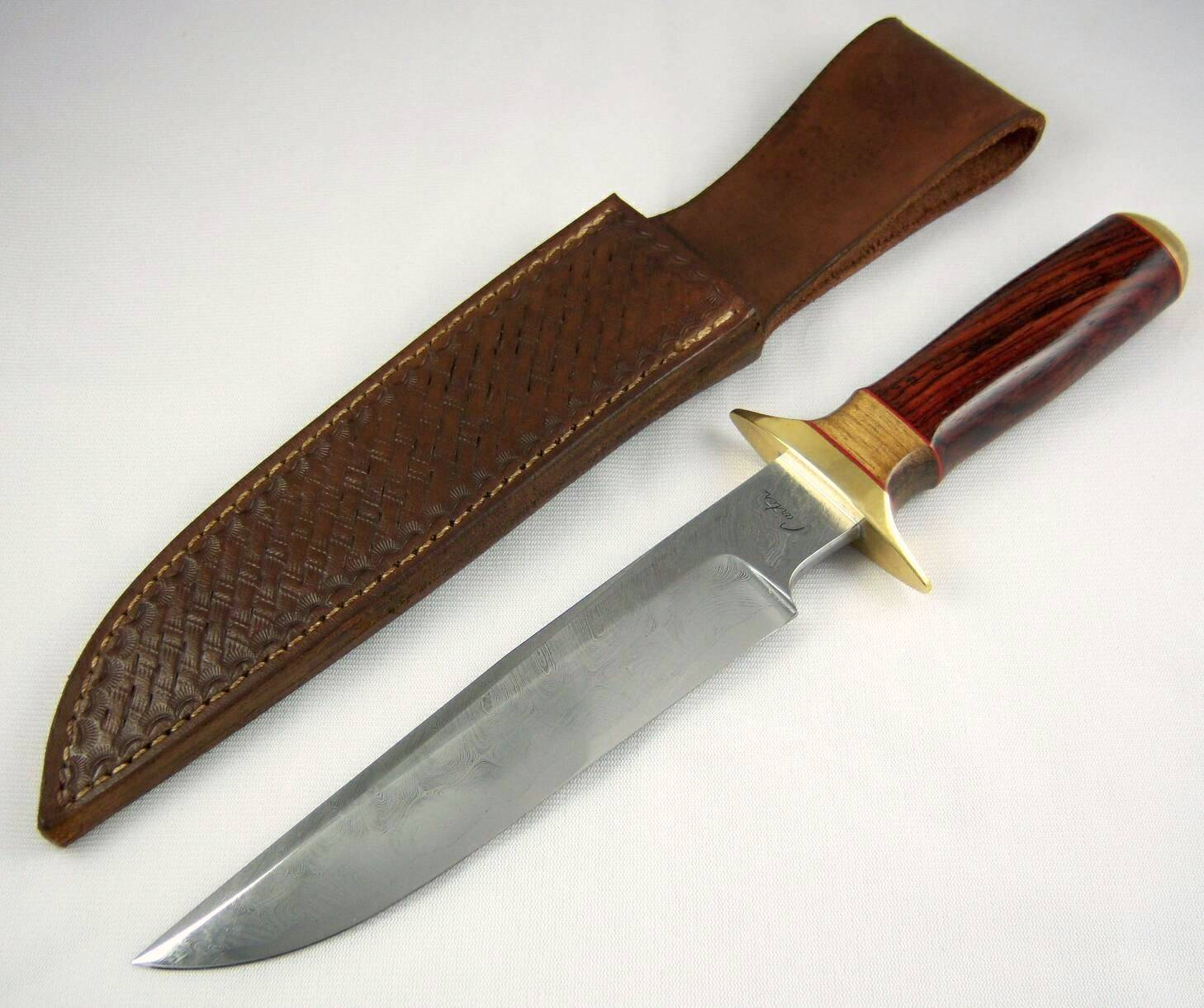
보위 나이프

나이프(knife) 또는 도구(刀具)는 날 또는 모서리를 사용해 무언가를 잘라내는 도구이다. 무기가 아닌 도구 내지 공구로서 사용되는 칼이라고 정의할 수 있다. 나이프와 유사한 도구는 적어도 2백 5십만년 전 석기시대부터 사용되었으며, 올도완 문화의 유물들이 이를 증거한다. 인류 역사상 초기 나이프의 재료는 암석(석기), 뼈(골각기), 부싯돌, 흑요석 등이었으며, 시대가 진보함에 따라 청동, 구리, 무쇠, 강철, 세라믹, 티타늄 날을 가진 나이프가 등장했다.
나이프는 날붙이 중 하나며, 많은 문화권이 각자의 독특한 나이프들을 가지고 있다. 인간의 최초의 도구라는 점에서, 특정 문화권에서는 나이프에 영적·종교적 중요성을 부여하기도 했다.
"나이프"라는 단어는 노르드어로 날붙이를 의미하는 "크니프"(knifr)에서 유래한 것으로 생각된다.

## 같이 보기
- 도구
- 도검 (Sword)
- 메스 (Scalpel)
- 커터칼
- 블레이드